# プルス川
プルス川（ポルトガル語: Rio Purus、スペイン語: Río Purús）は、アマゾン川の支流の一つで、ブラジルとペルーにまたがっている。総延長は約3200km。
アマゾン中心部のマナウスの約150km西に河口があり、源流はクスコの北約320kmのウカヤリ県の山にある。（アマゾン川本流と比べて）水の色が薄いことから「白い川」と呼ばれる。
2008年、この川の上流（ボリビア国境に近い所）で土塁が発見された。これまで知られていなかった先コロンブス期の文明とみられる。

## 地理

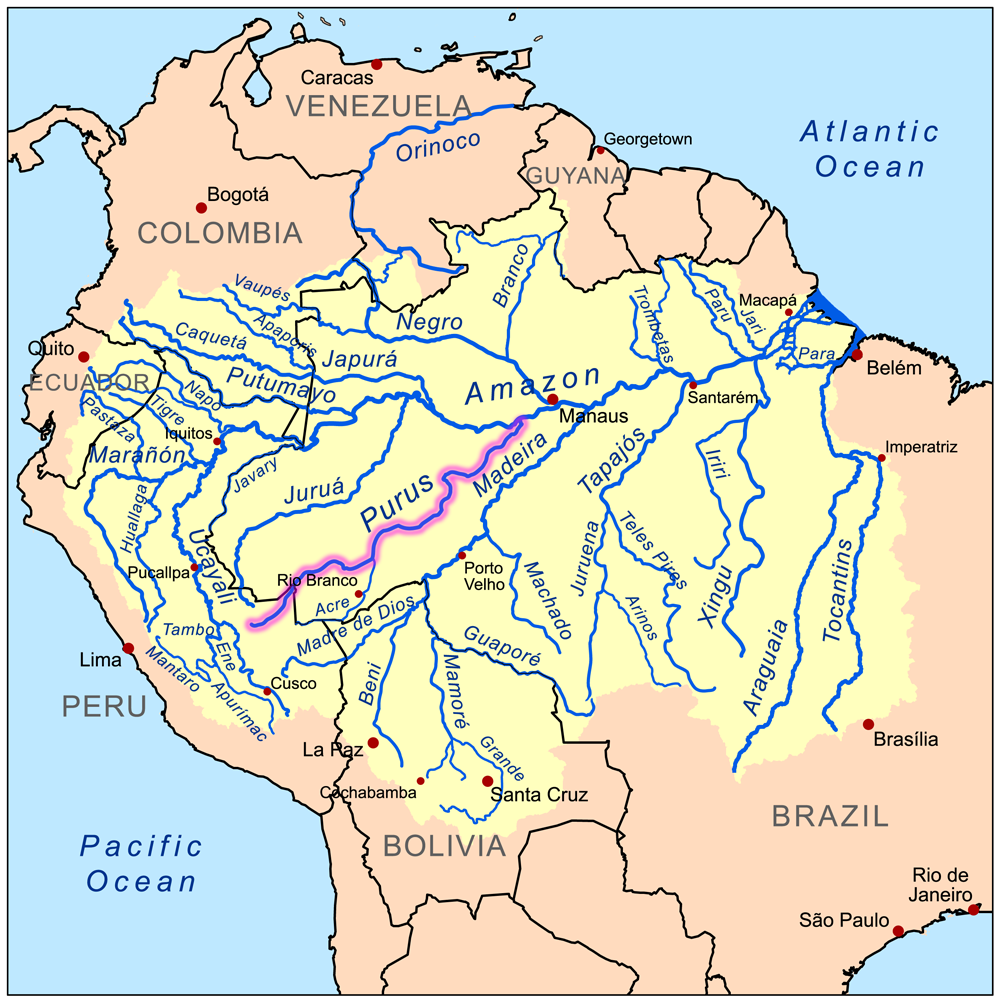
ピンク色で強調されているところがプルス川

### 流域
流域面積...371,042 km2
平均流量...11,207 m3/s
 ブラジル
- アマゾナス州
- アクレ州

 ペルー
- ウカヤリ県